# Plesiobatis daviesi
Plesiobatis daviesi är en rockeart som först beskrevs av Wallace 1967.  Plesiobatis daviesi ingår i släktet Plesiobatis och familjen Plesiobatidae. IUCN kategoriserar arten globalt som livskraftig. Inga underarter finns listade i Catalogue of Life.